# Wehrkreis Böhmen und Mähren
Het Wehrkreis Böhmen und Mähren (Prag)  (vrije vertaling: militaire district Bohemen en Moravië (Praag)) was een territoriaal militaire bestuurlijke eenheid tijdens 

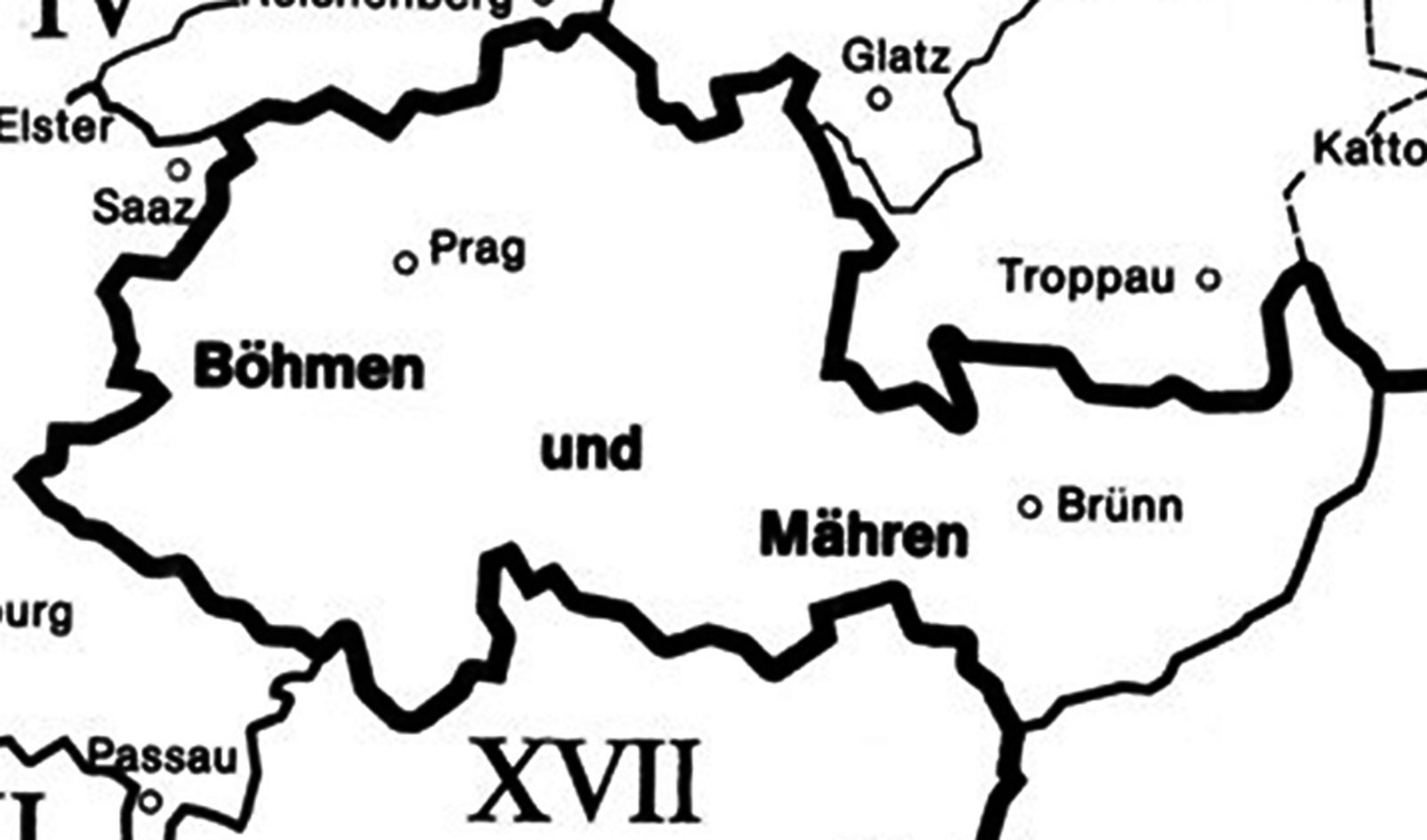
Kaart van het Wehrkreis Böhmen und Mähren in 1944.

het nationaalsocialistische Duitse Rijk. Het bestond vanaf 1939 tot 1945.
Het Wehrkreis Böhmen und Mähren was verantwoordelijk voor de militaire veiligheid van het Protectoraat Bohemen en Moravië. Het voorzag ook in de bevoorrading en training van delen van het leger van de Heer in het gebied.
Het gebied van het Wehrkreis Böhmen und Mähren was 48.902 vierkante kilometer, met een bevolking van 7.500.000. Het hoofdkwartier van het Wehrkreis Böhmen und Mähren  was gevestigd in Praag.
Het Wehrkreis Böhmen und Mähren  had een Wehrersatzbezirke (vrije vertaling: een reserve militaire districten) Praag.

## Bevelhebbers
| Rang                     | Naam             | Begin                          | Eind                           | Opmerking                                   |
| ------------------------ | ---------------- | ------------------------------ | ------------------------------ | ------------------------------------------- |
| General der Infanterie   | Erich Friderici  | 1 april 1939                   | 26 juli 1944 - 27 oktober 1941 |                                             |
| General der Artillerie   | Rudolf Toussaint | 1 november 1941 - 26 juli 1944 | 31 augustus 1943 - 8 mei 1945  |                                             |
| General der Panzertruppe | Ferdinand Schaal | 1 september 1943               | 21 juni 1944                   | Deelnemer aan het Complot van 20 juli 1944. |
| General der Artillerie   | Rudolf Toussaint | 1 augustus 1944                | 8 mei 1945                     |                                             |

De desbetreffende commandant was onder meer verantwoordelijk voor het beheer van het Ersatzwesen (vrije vertaling: reservewezen), de commandant zorgde voor de nodige voorbereidingen voor de mobilisatie. De verzorging en inzet van de Landesschützen-Bataillone (die voornamelijk werden gebruikt om krijgsgevangenen te bewaken), het toezicht houden op de opleiding van de ondergeschikte gestelde troepen, het beveiligen van het gebied van het commando, zowel in het geval van burgerlijke onrust als in de oorlog tegen vijandige aanvallen en hulp bij allerlei soorten noodsituaties.

## Politieautoriteiten en SD-diensten
Höherer SS- und Polizeiführer (HSSPF):
- Karl Hermann Frank (28 april 1939 - april 1945[8]/8 mei 1945[9])
- Richard Hildebrandt (april 1945 - 8 mei 1945[10])

Befehlshaber der Ordnungspolizei (BdO) in Praag: 
- Franz Walter Stahlecker (20 september 1939 - 18 oktober 1941)
- Horst Böhme (1942)
- Erwin Weinmann (augustus 1942)
- Ernst Hitzegrad (15 september 1943 - 31 januari 1945)

## Militaire oefenterreinen
In het Wehrkreis Böhmen und Mähren  benutte de Wehrmacht meerdere militaire oefenterreinen:
- Milowitz
- Brdy
- Březina